# Oppius Chares
Oppius Chares (Kr. e. 1. század) római grammatikus.
Suetonius tesz említést róla a grammatikusokról írott műve egy fennmaradt töredékében. Eszerint Galliában élt, és egészen késő öregkoráig tanított. Szintén ő említi egy, a helyesírásról szóló munkáját, de a mű nem maradt fenn.[forrás?]